# Villa Weisdorff

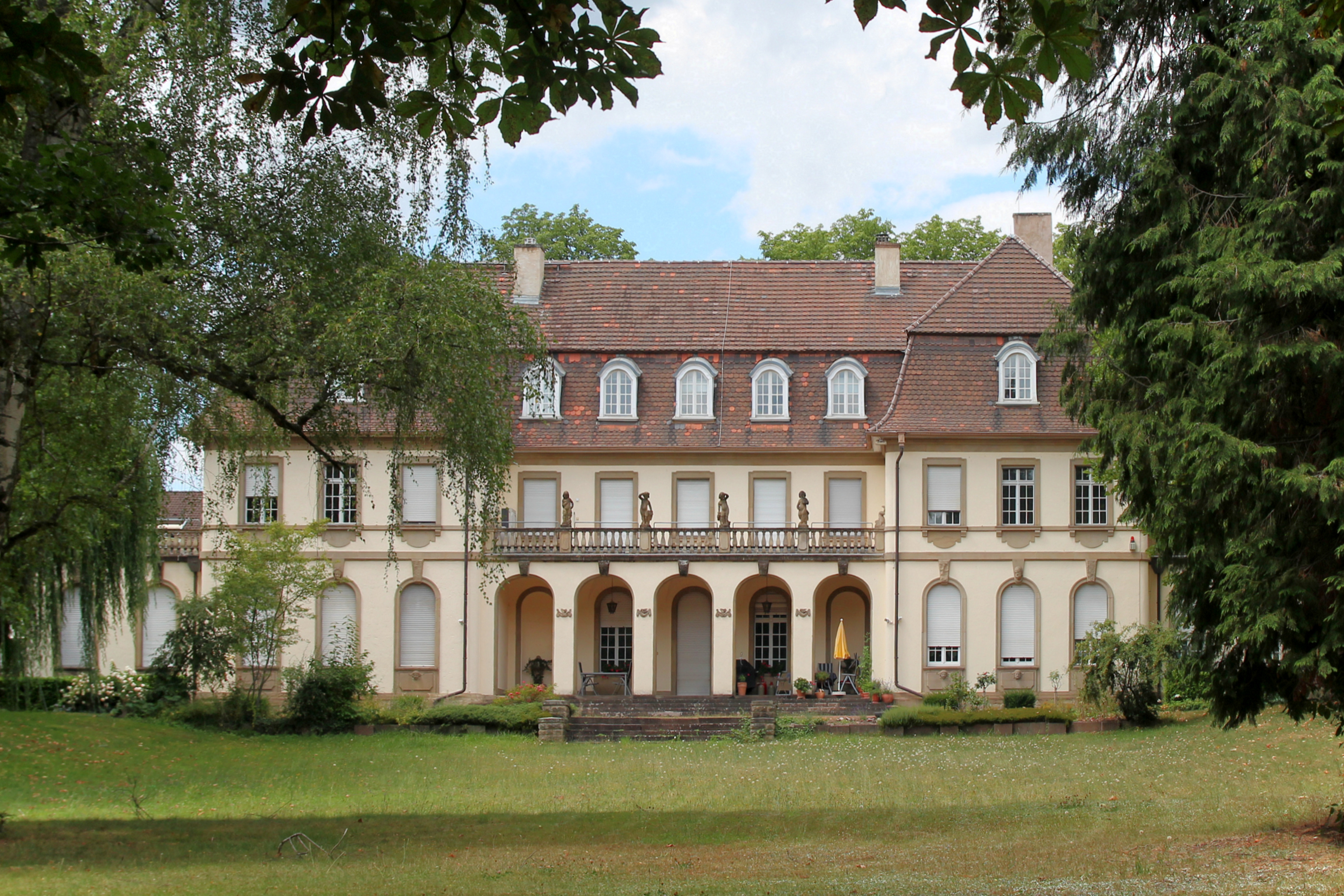
Villa Weisdorff in Saarbrücken (2020)

Die Villa Weisdorff, auch als Direktorenhaus der Burbacher Hütte bekannt, ist eine ehemalige großbürgerliche Villa in Saarbrücken-Malstatt, Waldstraße 46/46a, die 1911–1913 erbaut wurde und unter Denkmalschutz steht.

## Geschichte
Bauherr der Villa war Kommerzienrat Edmund Weisdorff (1852–1921), der bis 1918 Generaldirektor und kaufmännisches Vorstandsmitglied der 1911 durch Fusion entstandenen Aciéries Réunies de Burbach-Eich-Dudelange AG (ARBED) war. Das Gebäude wurde nach Entwürfen der Berliner Architekten Alfred Salinger und Eugen Schmohl ausgeführt. Ab 1918 war die Villa Dienstsitz der französischen Bergwerksverwaltung, ab 1935 nutzte dann die Burbacher Hütte die Villa.
Nach dem Zweiten Weltkrieg wurde das Gebäude verkauft und diente dem nahen Großherzogtum Luxemburg als Konsulat. 1958 wurden das Pförtnerhaus und die Remise zu einem Wohnhaus umgebaut. 1977 wurde das Gewächshaus abgerissen und Teile des Parkgeländes wurden verkauft. Seit Anfang der 1980er Jahre ist die Villa in Privatbesitz.

## Architektur
Die neubarocke Villa wurde über einem annähernd längsrechteckigen Grundriss erbaut und wird von einem Mansarddach abgeschlossen. Sie steht im hinteren Teil eines weitläufigen Parks mit repräsentativem Pförtnerhaus und einer Remise. Die Gartenseite der Villa wird von einem fünfachsigen, zweigeschossigen Mittelteil bestimmt, der von je einem zweigeschossigen, dreiachsigen Risaliten mit je einem eingeschossigen, zweiachsigen Anbau mit flachem Dach flankiert wird. Über einem niedrigen Sockel mit abschließendem umlaufenden Gesims erhebt sich das Erdgeschoss. Der Mittelteil der Villa wird im Erdgeschoss durch eine fünfachsige Rundbogenarkade bestimmt, die eine kleine Halle bildet. Eine Rundbogenfenstertür führt in das große Speisezimmer. Zwei Rundbogenfenster flankieren die Tür. Fenster- und Türeinfassungen, Brüstungsfelder, Sohlbänke und Gesimse sind in graubraunem Sandstein gefertigt. Die beiden äußeren Achsen nehmen zwei blinde Rundbogenöffnungen auf.
Die Halle wird nach oben durch ein umlaufendes Geschossgesims abgeschlossen und bildet vor dem Obergeschoss eine Terrasse aus, die durch eine Balustrade mit Skulpturen gesichert wird. Die Risalite besitzen im Erdgeschoss Rundbogenfenster mit betont keilförmigem Schlussstein, der mit dem Geschossgesims darüber verkröpft ist. Die Fenster des Obergeschosses sind hochrechteckig. Der Baukörper schließt mit einem Kranzgesims. Die Mansarde besitzt auffällige Dachhäuschen mit ovalen Fenstern, die mit Voluten verziert sind und nach oben durch einen Karniesbogen mit Schlussstein bekrönt werden. Der Mittelteil wird durch fünf, die Risalite durch zwei Dachhäuschen belichtet. Die Rückseite der Villa besitzt nur im Westen einen zweiachsigen Risalit, nimmt ansonsten aber die Gestaltungselemente der aufwändiger gestalteten Südseite zum Park auf.
Während man im Erdgeschoss in ein großes Vestibül gelangt, das in die Repräsentationsräume mit Salon, Herrenzimmer und Speisesaal überleitet, ist das Obergeschoss als privater Wohnraum mit Schlaf- und Ankleidezimmern ausgelegt. Im Dachgeschoss waren Gastzimmer und Personalräume untergebracht.